# Patisson

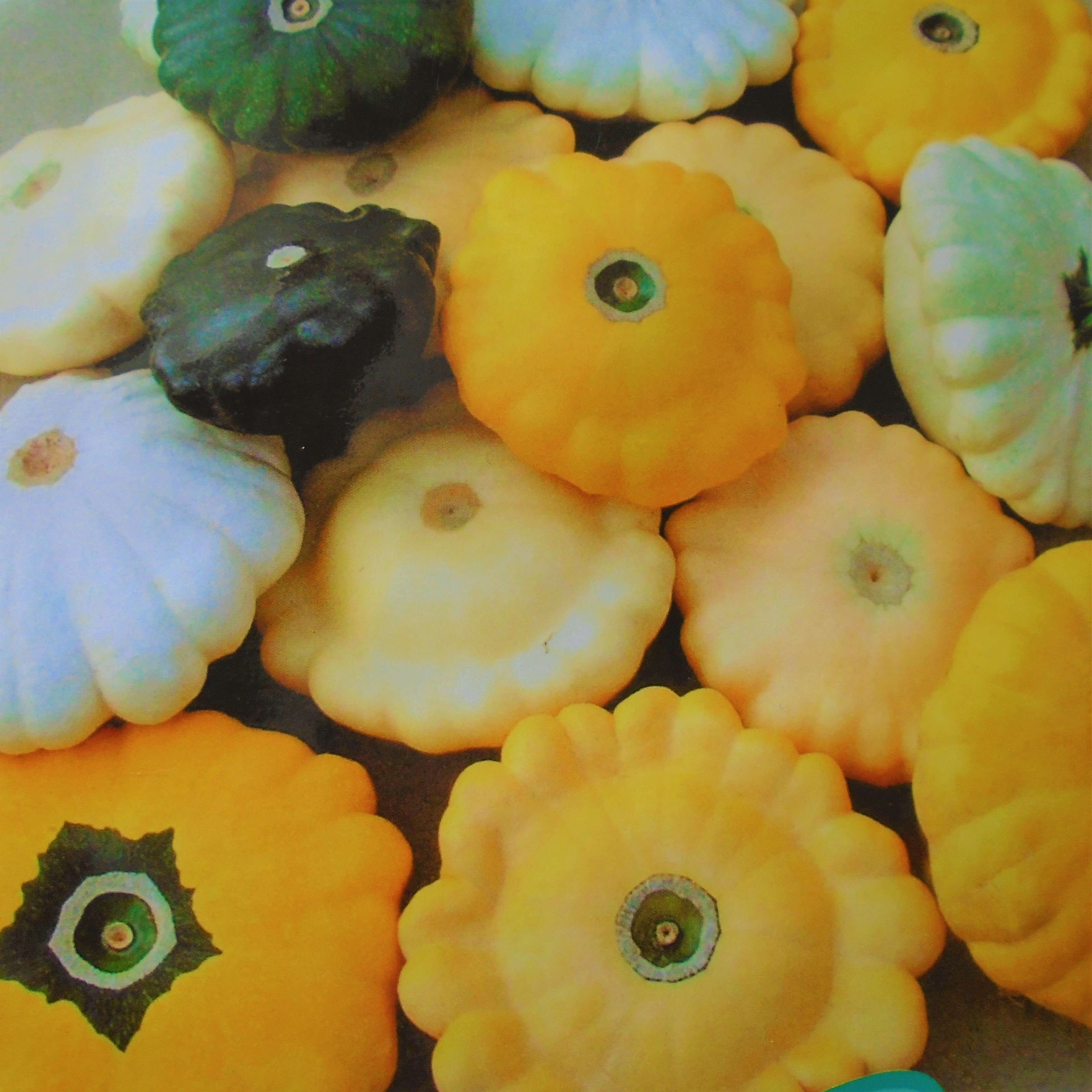
Verzameling patissons

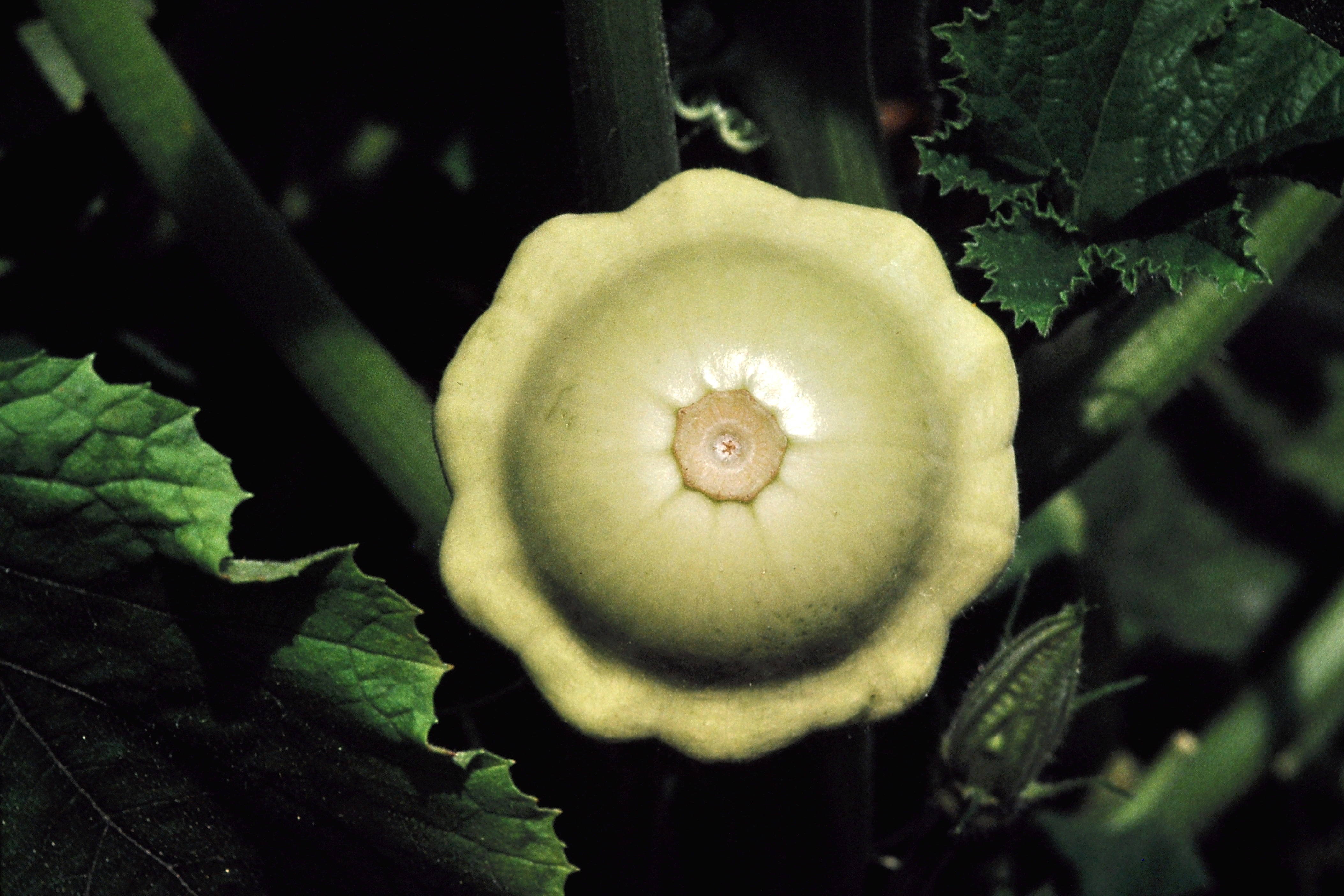
patisson-plant

De patisson, ook 'pattypan' of 'scallop' genoemd, is een eetbare variëteit van de Cucurbita pepo. Deze als groente gebruikte vrucht is een pompoen-soort. Patissons zijn ongeveer 15 tot 20 cm groot, wit, geel of groen van kleur en hebben een platte en ronde vorm. In het Nederlands wordt de patisson ook wel tulbandpompoen, keizers- of bisschopsmuts genoemd.
Van de patisson zijn er verschillende rassen: Bleekgroene van Benning, Giraumon Turban Plat en Tweekleurig. Enkele hybride versies zijn Patty, Rodeo, Patty green.
De teeltwijze van de patisson komt overeen met die van de courgette. De oogst kan van juli tot oktober doorgaan. Patissons oogst men vanaf 4 cm grootte tot ongeveer 15 cm.
Men kan patisson bereiden zoals ook de pompoen.